# Liste der olympischen und paralympischen Maskottchen
Zu Promotionszwecken gibt es seit 1968 ein offizielles olympisches Maskottchen, üblicherweise eine heimische Tierart der Austragungsregion, seltener auch eine menschliche Figur, die das kulturelle Erbe repräsentiert. Das erste Maskottchen, das große Bekanntheit erlangte, war Mischa bei den Sommerspielen 1980 in Moskau. Der Bär spielte bei den Eröffnungs- und Schlussfeiern eine zentrale Rolle und wurde auf zahlreichen Souvenirs abgebildet; es gab sogar einen TV-Cartoon.
Bei den Sommer-Paralympics 1980 in Arnheim gab es erstmals ein paralympisches Maskottchen.
Heute gibt es bei vielen sportlichen Großanlässen eigene Maskottchen, wie zum Beispiel bei Fußball-Weltmeisterschaften. Bei vielen Werbeartikeln, die für Kinder gedacht sind, liegt heute das Hauptaugenmerk auf dem Maskottchen selbst und weniger auf der olympischen Flagge oder den Logos des Organisationskomitees.

## Liste der Maskottchen

### Olympische Spiele
| Spiele                       | Austragungsort | Maskottchen                                          | Figur                                                            | Designer                                                           | Bedeutung und Besonderheiten | Bild |
| ---------------------------- | -------------- | ---------------------------------------------------- | ---------------------------------------------------------------- | ------------------------------------------------------------------ | --- | ---- |
| Olympische Winterspiele 1968 | Grenoble       | Schuss                                               | Stilisierter Skiläufer                                           | Aline Lafargue                                                     | (inoffiziell) |      |
| Olympische Sommerspiele 1972 | München        | Waldi                                                | Dachshund                                                        | Otl Aicher                                                         | Erstes offizielles olympisches Maskottchen. Als typisch bayerischer Hund repräsentiert er die von Athleten benötigten Attribute Resistenz, Beharrlichkeit und Beweglichkeit. |      |
| Olympische Winterspiele 1976 | Innsbruck      | Schneemann                                           | Schneemann                                                       |                                                                    | Er repräsentiert die „Spiele der Einfachheit“. |      |
| Olympische Sommerspiele 1976 | Montreal       | Amik                                                 | Biber                                                            | Yvon Laroche, Pierre-Yves Pelletier, Guy St-Arnaud und George Huel | Nationales Symboltier Kanadas. |      |
| Olympische Winterspiele 1980 | Lake Placid    | Roni                                                 | Waschbär                                                         | Donald Moss                                                        | Sein Gesicht erinnert an Mütze und Schneebrille der Athleten. |      |
| Olympische Sommerspiele 1980 | Moskau         | Mischa                                               | Junger Bär                                                       | Wiktor Tschischikow                                                | Nationales Symboltier der Sowjetunion. |      |
| Olympische Winterspiele 1984 | Sarajevo       | Vučko                                                | Kleiner Wolf                                                     | Joze Trobec                                                        | Symbolisiert den Wunsch der Menschen, sich mit Tieren anzufreunden. Laut dem IOC führte das Maskottchen dazu, dass der Wolf in der Region sein schlechtes Image als furchterregendes und blutrünstiges Tier ablegte.                                                                      |      |
| Olympische Sommerspiele 1984 | Los Angeles    | Sam the Eagle                                        | Weißkopfseeadler                                                 | Robert Moore und die Walt Disney Company                           | Symbol der USA. |      |
| Olympische Winterspiele 1988 | Calgary        | Hidy und Howdy                                       | Zwei Eisbären                                                    | Sheila Scott                                                       | Ihre Namen drücken die Gastfreundschaft Westkanadas aus. |      |
| Olympische Sommerspiele 1988 | Seoul          | Hodori                                               | Junger Tiger                                                     | Hyun Kim                                                           | Üblicher Bestandteil in koreanischen Legenden. Wurde gelegentlich von einem zweiten Maskottchen (Hosuni, weiblicher Tiger) begleitet. |      |
| Olympische Winterspiele 1992 | Albertville    | Magique                                              | Menschlicher Stern                                               | Philippe Mairesse                                                  | |      |
| Olympische Sommerspiele 1992 | Barcelona      | Cobi                                                 | Katalanischer Schäferhund                                        | Javier Mariscal                                                    | Im Stil des Kubismus gestaltet. |      |
| Olympische Winterspiele 1994 | Lillehammer    | Håkon und Kristin                                    | Zwei norwegische Königskinder                                    |                                                                    | Sie tragen eine Wikingertracht. |      |
| Olympische Sommerspiele 1996 | Atlanta        | Izzy                                                 | Eine abstrakte Figur                                             | John Ryan                                                          | Erstes computergeneriertes Maskottchen. |      |
| Olympische Winterspiele 1998 | Nagano         | Die Snowlets: Sukki, Nokki, Lekki und Tsukki         | Vier Eulen                                                       | Landor Associates                                                  | Jede steht für ein Jahr zwischen zwei Olympischen Spielen. |      |
| Olympische Sommerspiele 2000 | Sydney         | Olly                                                 | Kookaburra                                                       | Matthew Hatton                                                     | Repräsentiert den olympischen Geist der Großzügigkeit. |      |
| Olympische Sommerspiele 2000 | Sydney         | Syd                                                  | Schnabeltier                                                     | Matthew Hatton                                                     | Steht für die Umwelt und die Energie der Bewohner Australiens. |      |
| Olympische Sommerspiele 2000 | Sydney         | Millie                                               | Ameisenigel                                                      | Matthew Hatton                                                     | Symbolisiert das Millennium. Alle drei Maskottchen sind verbreitete australische Wildtiere. |      |
| Olympische Sommerspiele 2000 | Sydney         | Fatso the Fat-Arsed Wombat                           | Wombat                                                           | Paul Newell                                                        | (inoffiziell, wurde aber erfolgreicher als die offiziellen Maskottchen) |      |
| Olympische Winterspiele 2002 | Salt Lake City | Powder                                               | Schneeschuhhase                                                  | Steve Small, Landor Associates und Publicis                        | Alle drei Tiere kommen in Utah vor und sind nach natürlichen Ressourcen des Bundesstaates benannt. Zudem sind sie bedeutende Figuren in den Erzählungen der Indianer. Jedes Maskottchen trägt einen Anhänger mit einer Felszeichnung um den Hals, um an das indianische Erbe zu erinnern. |      |
| Olympische Winterspiele 2002 | Salt Lake City | Copper                                               | Kojote                                                           | Steve Small, Landor Associates und Publicis                        | Alle drei Tiere kommen in Utah vor und sind nach natürlichen Ressourcen des Bundesstaates benannt. Zudem sind sie bedeutende Figuren in den Erzählungen der Indianer. Jedes Maskottchen trägt einen Anhänger mit einer Felszeichnung um den Hals, um an das indianische Erbe zu erinnern. |      |
| Olympische Winterspiele 2002 | Salt Lake City | Coal                                                 | Amerikanischer Schwarzbär                                        | Steve Small, Landor Associates und Publicis                        | Alle drei Tiere kommen in Utah vor und sind nach natürlichen Ressourcen des Bundesstaates benannt. Zudem sind sie bedeutende Figuren in den Erzählungen der Indianer. Jedes Maskottchen trägt einen Anhänger mit einer Felszeichnung um den Hals, um an das indianische Erbe zu erinnern. |      |
| Olympische Sommerspiele 2004 | Athen          | Athena und Phevos                                    | Bruder und Schwester                                             | Spyros Gogos                                                       | Zwei moderne Kinder, welche antiken griechischen Puppen nachempfunden sind. |      |
| Olympische Winterspiele 2006 | Turin          | Neve und Gliz                                        | Ein weiblicher Schneeball und ein männlicher Eisblock            | Pedro Albuquerque                                                  | |      |
| Olympische Sommerspiele 2008 | Peking         | Die Fuwa: Beibei, Jingjing, Huanhuan, Yingying, Nini | Fisch, Großer Panda, olympische Fackel, Tibetantilope, Schwalbe  | Han Meilin                                                         | Die fünf Namen bilden den chinesischen Satz "Beijing huan ying ni" (北京欢迎你), was "Willkommen in Peking" bedeutet. Jede Figur steht für einen olympischen Ring und für ein Feng-Shui-Element.                                                                                          |      |
| Olympische Winterspiele 2010 | Vancouver      | Miga                                                 | Eine Mischung aus Orca und Kermodebär                            | Meomi Design                                                       | |      |
| Olympische Winterspiele 2010 | Vancouver      | Quatchi                                              | Ein Sasquatch                                                    | Meomi Design                                                       | |      |
| Olympische Winterspiele 2010 | Vancouver      | Mukmuk                                               | Vancouver-Murmeltier                                             | Meomi Design                                                       | Kein offizielles Maskottchen, eher ein "Sidekick" |      |
| Olympische Sommerspiele 2012 | London         | Wenlock                                              | Stahltropfen mit Kameraaugen                                     | Iris                                                               | Benannt nach Much Wenlock, wo ein Vorläufer der modernen Olympischen Spiele begründet wurde. Repräsentiert zudem die Stahlerzeugung am Beginn der industriellen Revolution. |      |
| Olympische Winterspiele 2014 | Sotschi        | Bely Mishka, Leopard und Zaika                       | Eisbär, Leopard und Hase                                         | Silvia Petrova, Vadim Pak und Anatoli Serdechni                    | Drei russische Tiermaskottchen, die 2010 in einer landesweiten SMS-Abstimmung aus einer Reihe von Vorschlägen gewählt wurden. |      |
| Olympische Sommerspiele 2016 | Rio de Janeiro | Vinicius                                             | Fantasiewesen                                                    | Luciana Eguti und Paulo Muppet                                     | Benannt nach dem Dichter und Liedtexter Vinícius de Moraes. Es repräsentiert die brasilianische Tierwelt. |      |
| Olympische Winterspiele 2018 | Pyeongchang    | Soohorang                                            | Weißer Tiger                                                     | Jangdongryeon,Jang In gyu,Leeheegon                                | |      |
| Olympische Sommerspiele 2020 | Tokio          | Miraitowa                                            | Eine Figur mit blau karierten Mustern aus dem offiziellen Emblem | Ryo Taniguchi                                                      | |      |
| Olympische Winterspiele 2022 | Peking         | Bing Dwen Dwen                                       | Großer Panda                                                     | Cao Xue                                                            | |      |
| Olympische Sommerspiele 2024 | Paris          | Phryges                                              | Phrygische Mützen                                                | Gilles Deleris                                                     | |      |

### Olympische Jugendspiele
| Spiele                              | Austragungsort | Maskottchen   | Figur                                               | Designer                                  | Bedeutung und Besonderheiten                                                                                | Bild |
| ----------------------------------- | -------------- | ------------- | --------------------------------------------------- | ----------------------------------------- | --- | ---- |
| Olympische Jugend-Sommerspiele 2010 | Singapur       | Lyo und Merly | Roter männlicher Löwe und blauer weiblicher Merlion | Cubix International                       | Anspielung auf die Löwenstadt Singapur und den Merlion, das Nationalsymbol Singapurs.                       |      |
| Olympische Jugend-Winterspiele 2012 | Innsbruck      | Yoggl         | Gamsbock                                            | Florencia Demaría und Luis Andrés Abbiati | Verschmelzung aus dem Akronym „YOG“ („Youth Olympic Games“) mit dem Tiroler Spitznamen Joggl.               |      |
| Olympische Jugend-Sommerspiele 2014 | Nanjing        | Nanjinglele   | Edelsteinartiger Flussstein                         | Cui Xinye                                 | „lele“ beschreibt das Geräusch beim Zusammenstoßen der Steine und bedeutet zudem Glück und Freude.          |      |
| Olympische Jugend-Winterspiele 2016 | Lillehammer    | Sjogg         | Luchs                                               | Line Ansethmoen                           | Der Name Sjogg bedeutet „Schnee“.                                                                           |      |
| Olympische Jugend-Sommerspiele 2018 | Buenos Aires   | Pandi         | Jaguar                                              |                                           | Soll den Sport als Mittel für eine bessere Welt symbolisieren; wurde bewusst geschlechtsneutral gestaltet.  |      |
| Olympische Jugend-Winterspiele 2020 | Lausanne       | Yodli         | Hybridtier aus Kuh, Ziege und Bernhardiner          | ERACOM                                    | Name ist vom Jodeln abgeleitet.                                                                             |      |
| Olympische Jugend-Winterspiele 2024 | Gangwon        | Moongcho      | Schneeball                                          | Soo-Yeon Park                             | Entstand aus einer Schneeballschlacht zwischen Soohorang und Bandabi, den Maskottchen der Winterspiele 2018 |      |

### Paralympische Spiele
| Spiele                  | Austragungsort              | Maskottchen          | Figur                                                                                  | Designer                            | Bedeutung und Besonderheiten                                                                      | Bild |
| ----------------------- | --------------------------- | -------------------- | -------------------------------------------------------------------------------------- | ----------------------------------- | ------------------------------------------------------------------------------------------------- | ---- |
| Sommer-Paralympics 1980 | Arnheim                     | Eichhörnchen         | Zwei Eichhörnchen                                                                      | Necky Oprinsen                      | Erste offizielle Maskottchen der Paralympischen Spiele.                                           |      |
| Sommer-Paralympics 1984 | Stoke Mandeville & New York | Dan D. Lion          | Löwe                                                                                   | Maryanne McGrath Higgins            | Maskottchen der Spiele in New York.                                                               |      |
| Sommer-Paralympics 1988 | Seoul                       | Komduri              | Zwei Asiatische Schwarzbären                                                           |                                     |                                                                                                   |      |
| Winter-Paralympics 1992 | Albertville                 | Alpy                 | Berg auf einem Monoski                                                                 | Vincent Thiebaut                    |                                                                                                   |      |
| Sommer-Paralympics 1992 | Barcelona                   | Petra                | Stilisierte Läuferin                                                                   | Javier Mariscal                     | Wurde zur Eröffnungsfeier auf einem Motorrad ins Olympiastadion gefahren.                         |      |
| Winter-Paralympics 1994 | Lillehammer                 | Sondre               | Troll mit Unterschenkelamputation                                                      | Janne Solem, Tor Lindrupsen         |                                                                                                   |      |
| Sommer-Paralympics 1996 | Atlanta                     | Blaze                | Flammender Adler (Phönix)                                                              |                                     |                                                                                                   |      |
| Winter-Paralympics 1998 | Nagano                      | Parabbit             | Weißes Kaninchen                                                                       |                                     | Trägt die Farben des Logos des Internationalen Paralympischen Komitees.                           |      |
| Sommer-Paralympics 2000 | Sydney                      | Lizzie               | Kragenechse                                                                            |                                     | Trägt einen Kragen in der Form Australiens.                                                       |      |
| Winter-Paralympics 2002 | Salt Lake City              | Otto                 | Otter                                                                                  |                                     | Nach dem italienischen Wort otto für Acht benannt (8. Winter-Paralympics).                        |      |
| Sommer-Paralympics 2004 | Athen                       | Proteas              | Buntes Seepferdchen                                                                    |                                     |                                                                                                   |      |
| Winter-Paralympics 2006 | Turin                       | Aster                | Schneekristall                                                                         | Pedro Albuquerque                   | Trat häufig mit Neve und Gliz als Trio auf.                                                       |      |
| Sommer-Paralympics 2008 | Peking                      | Fu Niu Lele          | Bunte Kuh                                                                              | Wu GuanYing                         | Wurde anstatt der eigentlichen drei Vorschläge zum Maskottchen gekürt.                            |      |
| Winter-Paralympics 2010 | Vancouver                   | Sumi                 | Donnervogel-ähnliches Fabelwesen                                                       |                                     |                                                                                                   |      |
| Sommer-Paralympics 2012 | London                      | Mandeville           | Stahltropfen                                                                           | Iris                                | Benannt nach Stoke Mandeville, dem Ort der ersten Rollstuhl- und Amputierten-Weltmeisterschaften. |      |
| Winter-Paralympics 2014 | Sotschi                     | Luchik und Snezhinka | Männlicher Sonnenstrahl und weibliche Schneeflocke                                     |                                     |                                                                                                   |      |
| Sommer-Paralympics 2016 | Rio de Janeiro              | Tom                  | Fantasiewesen                                                                          | Luciana Eguti und Paulo Muppet      | Inspiriert von der Pflanzenwelt Brasiliens, benannt nach dem Musiker Tom Jobim.                   |      |
| Winter-Paralympics 2018 | Pyeongchang                 | Bandabi              | Asiatischer Schwarzbär                                                                 | Jangdongryeon,Jang In gyu,Leeheegon |                                                                                                   |      |
| Sommer-Paralympics 2020 | Tokio                       | Someity              | Eine Figur mit rosafarbenen, karierten Mustern aus offiziellem Emblem und Kirschblüten | Ryo Taniguchi                       |                                                                                                   |      |
| Winter-Paralympics 2022 | Peking                      | Shuey Rhon Rhon      | Ein chinesisches Laternenkind                                                          | Jiang Yufan                         |                                                                                                   |      |
| Sommer-Paralympics 2024 | Paris                       | Phryges              | Phrygische Mützen                                                                      | Gilles Deleris                      |                                                                                                   |      |